# Érick Mathé
Pour les articles homonymes, voir Mathé.
Érick Mathé, né le 23 juillet 1971 à Nanterre, est un entraîneur français de handball, en poste depuis 2024 au Montpellier Handball. Il est en parallèle entraîneur-adjoint de l'équipe de France .

## Biographie
Entraîneur des six équipes du club de Courbevoie, il permet ainsi à l'équipe de filles de passer en dix ans de la départementale à la D2
Durant huit ans, il est responsable du pôle masculin espoir de Poitiers où il participe à la formation du futur international français Nicolas Tournat. En parallèle, à compter de 2005, il en entraîne l'équipe féminine du PEC-JC avec notamment un passage en 2e division. Après avoir maintenu RS Saint-Cyr Touraine (D2 masculine) sur la fin de saison 2007-2008, il revient au club poitevin, en N1F. 
En 2010, il rejoint l'équipe féminine de l'ES Besançon. Après avoir assuré le maintien de l'équipe de Besançon avec une dixième place en championnat, il s'engage en 2011 avec les Girondins de Bordeaux HBC dont il mène l'équipe masculine en 2e division et manque de peu la montée en LNH en 2014. À ce titre, il est élu meilleur entraîneur du championnat. Mais des problèmes financiers entraînent la liquidation du club au cours de l'été 2014 et il se retrouve alors sans club.
En juin 2015, il intègre l'encadrement technique du Montpellier Handball. En tant que second entraîneur adjoint de Patrice Canayer, puis devient premier adjoint en janvier 2016. Cette même année, le club remporte la Coupe de France 2016 et la Coupe de la Ligue 2016. Le 27 mai 2018, il remporte la Ligue des champions avec le MHB en battant Nantes en finale (32-27).
Le 22 février 2018, il est annoncé comme futur entraîneur de Chambéry Savoie Mont Blanc Handball pour la saison 2018-2019. Sous ses ordres, le club chambérien réalise un excellent début de championnat, devenant même leader après une victoire à Nantes lors de la 8e journée. Puis, il conduit le club à la victoire en Coupe de France après avoir éliminé Nantes puis Montpellier.
Si la saison 2019/20 du club chambérien est plus difficile tant en championnat (le club est 9e à mi-saison avec 7 défaites en 13 matchs) qu’en  Coupe d'Europe (élimination avant la phase de poule), il est nommé en février 2020 entraîneur adjoint de Guillaume Gille en équipe de France.
Au Championnat d'Europe 2022, il occupe un temps seul le banc de l'équipe de France en l’absence de Guillaume Gille, positif au Covid-19, même si cette première se conclut face à une grosse défaite face à l'Islande
En octobre 2023, il s'engage au Montpellier Handball pour quatre saisons à partir de l'intersaison 2024 et annonce quitter son poste d'adjoint de Guillaume Gille au terme des Jeux olympiques de 2024

## Palmarès

### En clubs
- Vainqueur de la Coupe de France (2) : 2016 (en tant qu'adjoint au Montpellier Handball), 2019 (Chambéry)
- Vainqueur de la Coupe de la Ligue (1) : 2016 (en tant qu'adjoint au Montpellier Handball)
- Vainqueur de la Ligue des champions (1) : 2018 (en tant qu'adjoint au Montpellier Handball)
- Finaliste de la Coupe de la Ligue (1) : 2022

### En équipe nationale
adjoint de Guillaume Gille en équipe de France
- 4e place au Championnat du monde 2021
- Médaillé d'or aux Jeux olympiques de 2021
- 4e place au Championnat d'Europe 2022
- Médaillé d'argent au Championnat du monde 2023
- Médaillé d'or au Championnat d'Europe 2024
- ?e aux Jeux olympiques de 2024

### Distinctions individuelles
- Élu meilleur entraîneur du championnat de France de Division 2 (1) : 2014 (en tant qu'entraîneur des Girondins de Bordeaux HBC).
- Élu meilleur entraîneur du championnat de France (1) : 2019